# いけふくろう
いけふくろうは、東京都豊島区のJR東日本（東日本旅客鉄道）池袋駅構内にあるフクロウの石像。名称は「池袋にあるフクロウ」を意味する。1987年（昭和62年）に設置されて以来、待合せ場所として駅利用者たちに親しまれている。駅の待合せ場所としては、渋谷駅のハチ公、東京駅の銀の鈴、新宿駅のアルタ前などと共に定番とされる。また池袋駅以外にも、豊島区の池袋には、東池袋の中池袋公園などにも「いけふくろう」と呼ばれるフクロウ像があることから、本項ではそちらについても述べる。

## 設置の経緯
国鉄分割民営化を控えた1987年（昭和62年）3月に、池袋駅のマスコットとなるオブジェの設置が企画された。JR東日本広報部や当時の池袋駅長らによれば、「JR発足の記念となるシンボルを」「池袋駅には、これといった待合せ場所がない」「待合せの名所である渋谷駅のハチ公に対して、池袋駅にもシンボルを」などの意見が出たことが、企画の理由であった。

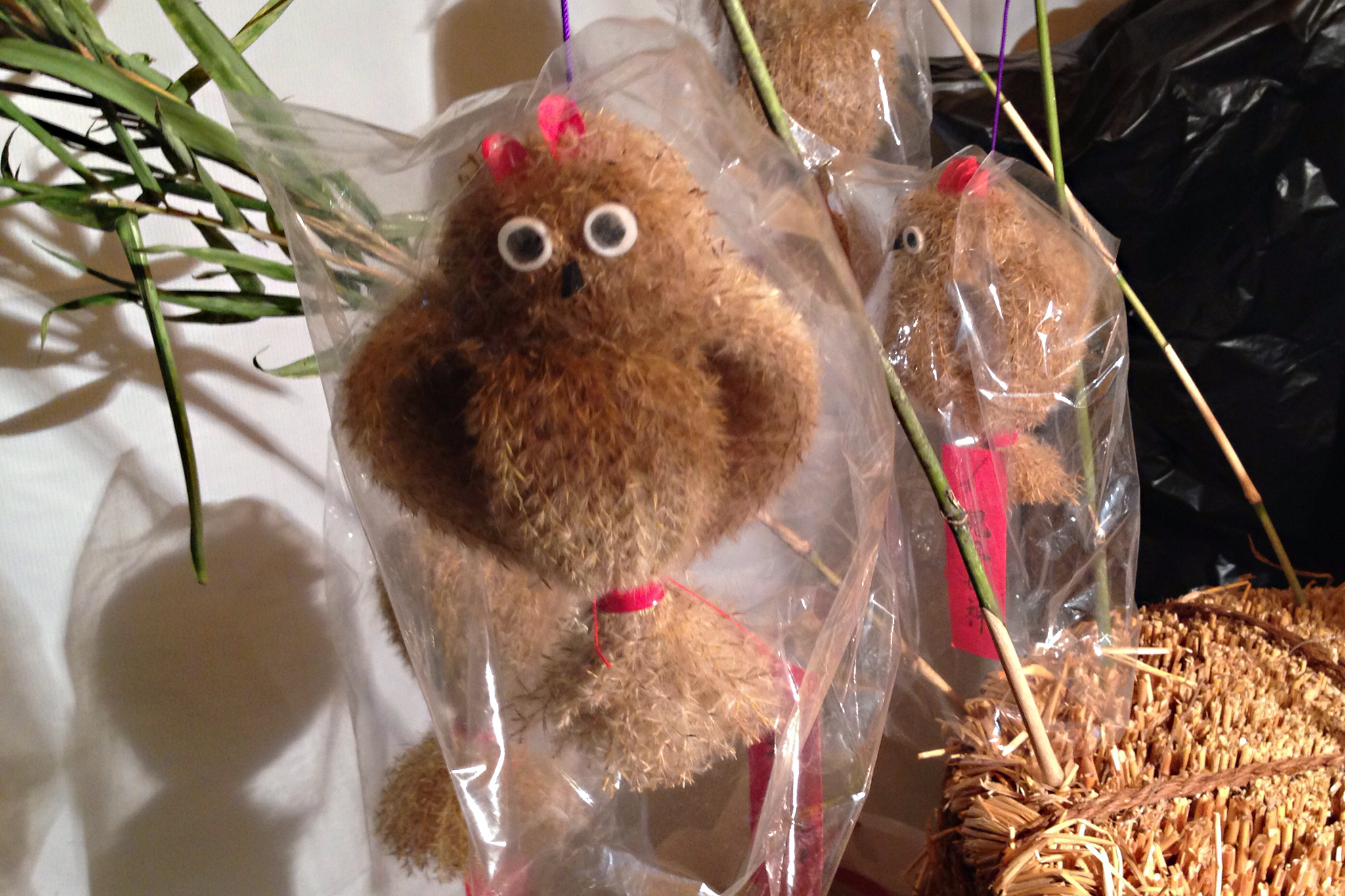
すすきみみずく

池袋駅近くの豊島区雑司が谷の鬼子母神周辺では、ススキで作られた郷土玩具「すすきみみずく」があり、ミミズクがフクロウ科の鳥であることや、「池袋」の地名はかつてフクロウが生息していたことが由来との説もあることから、フクロウをデザインした石像を作ることで、話がまとまった。JR東日本広報部によれば、「池袋（いけぶくろ）」と「フクロウ」の語呂合せによる駄洒落の要素もあったとみられている。
池袋駅の当時の助役の1人が栃木県那須町出身であり、同地は芦野石（安山岩の一種）で知られることから、材料は栃木産の芦野石が使われることになり、那須町の石材加工業である鈴木石材工業に製作が依頼された。同社は長年にわたって石材加工を行っていたものの、フクロウの石像の製作は初めてのために困惑した挙句、社長の親類の家に偶然あったフクロウの剥製を見ながら石像を作り上げたという。
同1987年9月に、全高2メートル弱の石像が完成し、池袋駅東口の地下通路に設置された。

## 反響
設置場所は、当時は比較的人通りは少なかったが、ネーミングの妙もあって話題を呼び、周囲はすぐに大勢の人で賑わうようになった。石像前に賽銭を置く高齢者の姿もあった。「火の用心」と書かれた胸当てをかけて、火災予防運動に活用されたこともあった。2006年（平成18年）には子供のフクロウの像が、池袋駅近隣の池袋第三小学校5年の生徒たちから寄贈された。
駅構内のため、雨天でも問題ないことが長所である。池袋は、東武百貨店が西口に、西武百貨店が東口にあって混乱を招くため、待合せ場所として良いとの声もある。一方で、駅構内が広すぎるため、いけふくろうまで辿り着けない人も少なくない。若い世代からは、その外観について「かわいくはない」との声、語呂合わせの名称について「オヤジギャグ」という声も聞かれ、名前を見て失笑する人もいる。待合せの場所としてよく利用される反面、像が小さいため、人々に隠れて像が見つけられないこともある。
いけふくろうによって、フクロウが池袋駅のシンボルとなったことで、池袋駅に一部乗り入れた東北・高崎線の一番列車には、フクロウをデザインしたヘッドマークが飾られた。1994年（平成6年）にオープンした、池袋駅南口と中央改札口を結ぶ連絡通路「アゼリアロード」の中ほどには、オープン当時JR入社3年目の女性社員のデザインよる「いけふくろう」3羽が設置された。
JR池袋駅構内に2011年（平成23年）に開店した菓子店「ハッピーフクロウ」で販売されている菓子、池袋に本店を置く和菓子店の三原堂の商品「池ぶくろう最中」のモチーフにも取り入れられた。
池袋や豊島区を舞台とした創作作品においては、2000年（平成12年）のテレビドラマ『池袋ウエストゲートパーク』で、いけふくろうが登場人物に盗まれるエピソードがあった。2010年（平成22年）のテレビアニメ『デュラララ!!』にも登場し、聖地の一つに挙げられている。2020年（令和2年）公開のアニメ映画『君は彼方』でも、いけふくろうが登場した。
2020年（令和2年）6月には、TOHOシネマズ池袋の開業に合わせ、アニメ映画『シン・エヴァンゲリオン劇場版』とのコラボレーションとして、同作の登場人物たちがいけふくろうで集合するポスターが公開された。さらに同映画が公開された翌2021年（令和3年）には、同映画のキャラクター（使徒）「サキエル」を彷彿させる面がいけふくろうにかぶせられ、「イケフクエル」の名となり、話題を呼んだ。JR東日本によれば、当初は同映画と連携によるスタンプラリーが予定されていたが、新型コロナウイルスの影響で中止となり、スタンプラリーに代わる独自の方法でファンを楽ませようと検討された結果、「使徒を飾ったら面白そう」として実現されたものである。通行人の多くがこの「イケフクエル」を撮影し、Twitterでも「何があった!?」「正直爆笑した」など、多くの反響があった。

## 池袋駅以外のいけふくろう

中池袋公園の「いけふくろう」（ふくろう像）

豊島区東池袋の中池袋公園のふくろう像もまた、「いけふくろう」の名で呼ばれ、同公園のシンボルとされている。ハロウィンにはイベント参加者の仮装に合わせて様々な仮装をさせられ、写真を撮られるなど、好評を博している。
2015年（平成27年）4月には、この中池袋公園の像が、千葉県の幕張メッセ開催のニコニコ超会議の待合せで使われる「超遭遇スポット」に展示され、「いけふくろうが出張」と報じられた。この期間内には、中池袋公園には発泡スチロールで作った代理の「いけふくろう像」が置かれた。
この他にも豊島区や池袋には、フクロウにまつわる文化が多数ある。豊島区立郷土資料館の学芸員である秋山伸一によれば、これらの多くのフクロウは、池袋駅のいけふくろうが設置されてから広まったという。池袋駅のいけふくろうがその元祖だという噂もあるが、JR東日本広報部は「いけふくろうが元祖かどうかは不明」としてる。